# Jerusalem (New York)
Jerusalem è un comune (town) degli Stati Uniti d'America nella contea di Yates nello Stato di New York. La popolazione era di 4 469 abitanti al censimento del 2010. Il comune prende il nome dall'antica città di Gerusalemme (Jerusalem in inglese).
Il comune di Jerusalem si trova al confine sud della contea e a sud-ovest di Geneva.

## Geografia fisica
Secondo lo United States Census Bureau, ha un'area totale di 65,40 mi² (169,39 km²).

## Storia
Jerusalem era all'interno dell'acquisto di Phelps e Gorham. È stato il primo insediamento intorno al 1791. Tra i primi coloni vi erano la predicatrice Jemima Wilkinson e la sua congregazione.
Il comune era una città originale della contea. È stato fondato nel 1789 quando faceva ancora parte della contea di Ontario ed è diventato a far parte della contea di Yates nel 1823, quando la contea è stato creata. L'area intorno a Bluff Point fu annessa alla città nel 1814.
Jerusalem è stata divisa per formare altre città nella contea: nel 1803, il comune di Benton è stato distaccato da Jerusalem, e successivamente si è diviso per creare altre città.
Branchport è il presunto luogo di nascita di Giacca Rossa, il capo della tribù dei Seneca.

## Società

### Evoluzione demografica
Secondo il censimento del 2010, la popolazione era di 4 469 abitanti.

### Etnie e minoranze straniere
Secondo il censimento del 2010, la composizione etnica della città era formata dal 96,7% di bianchi, l'1,1% di afroamericani, lo 0,2% di nativi americani, lo 0,6% di asiatici, lo 0,1% di oceanici, lo 0,4% di altre razze, e lo 0,9% di due o più etnie. Ispanici o latinos di qualunque razza erano l'1,6% della popolazione.